# Erwin Hasbach

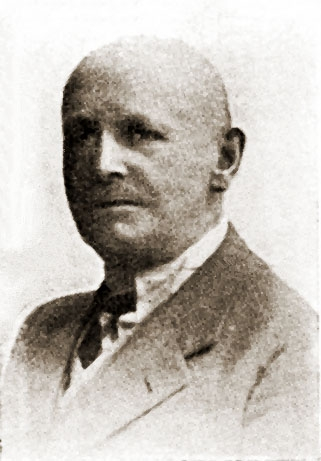
Erwin Hasbach

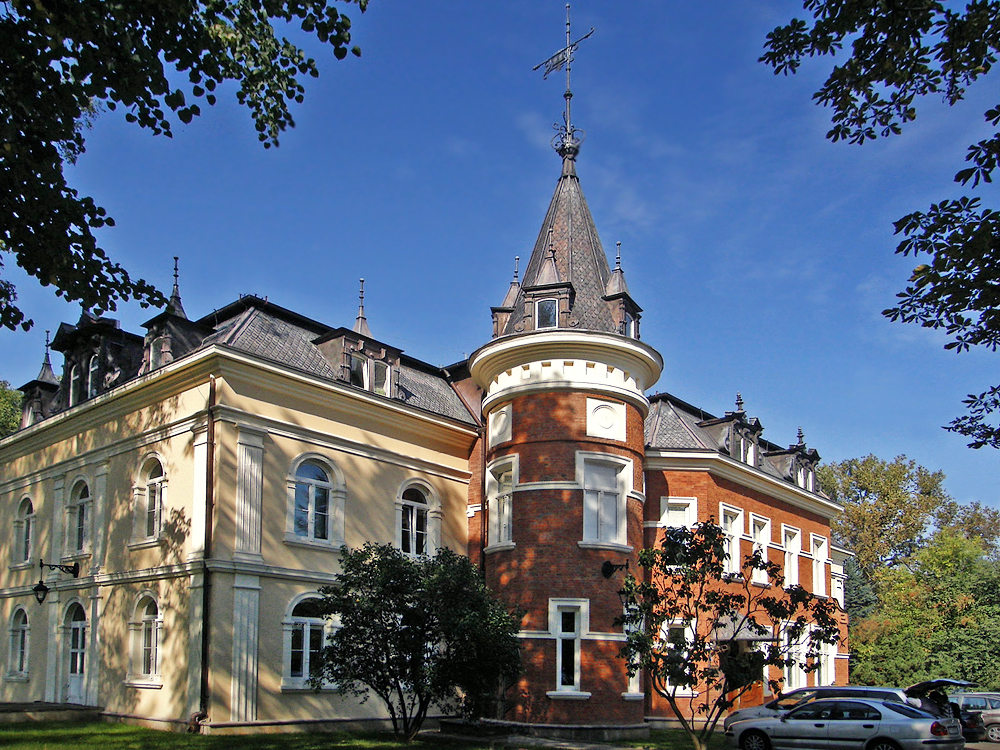
Hasbach Palast in Białystok

Erwin Hasbach (* 21. Juni 1875 in Belostok, Russisches Kaiserreich; † 28. Januar 1970 in Weingarten) war ein Politiker der deutschen Minderheit in Polen.

## Leben
Hasbach stammte aus einer ursprünglich im Bergischen Land und dort seit dem 13. Jahrhundert auf den Hasbacher Höfen bei Olpe ansässigen Familie. Sein Vater kam als Fabrikant nach Białystok in Polen. Er selbst studierte Agrarwissenschaften an den Universitäten Halle und Berlin. In Halle war er Mitglied des Corps Guestphalia. Nach Beendigung seiner Studien ließ er sich als Landwirt nieder.
Während des Ersten Weltkriegs war er Führer einer Schwadron des 2. Leibhusaren-Regiments aus Danzig.
1920 verlor er auf Anweisung der polnischen Regierung wie viele andere Domänenpächter seine Königliche Domäne Schloss Birglau und übernahm die Pachtung des Guts Hermannshof bei Preußisch Stargard in Pommerellen. 
Schon unmittelbar nach dem Krieg vor die Wahl gestellt, die deutsche Staatsangehörigkeit oder die polnische aufzugeben, entschied er sich für die Aufgabe der deutschen Staatsangehörigkeit, um die deutsche Minderheit in Polen stützen zu können. Seit 1918 war er Mitglied der Volksgruppenführung. Von 1920 bis 1922 war er Führer der deutschen Fraktion im Sejm und von 1922 bis 1930 Mitglied des polnischen Senats. Im Laufe seiner politischen Karriere stand er mehrfach im Mittelpunkt der deutsch-polnischen Spannungen der Zwischenkriegszeit.
Seit 18. Oktober 1939 war Hasbach ehrenhalber Inhaber des Goldenen Parteiabzeichens der NSDAP.
Bei Ende des Zweiten Weltkrieges floh Hasbach und wurde dabei in Mecklenburg verhaftet. Mehrere Jahre später floh er in die Bundesrepublik, wo er als „Obmann der Westpreußen in Baden-Württemberg“ in Weingartshof bei Ravensburg wohnte.